# 초록뱀미디어
초록뱀미디어는 텔레비전 방송 프로그램 제작을 주 사업으로 영위하는 코스닥 상장 기업이다. 증권시장에서의 종목명은 초록뱀이다. 추노, 지붕뚫고 하이킥!, 고교처세왕 등의 외주 제작사로 잘 알려져 있다.

## 사업
1998년 설립된 이후 부직포사업 등을 영위했으나 2008년 부직포사업 부문을 물적 분할한 뒤 현재는 드라마 등의 프로그램 제작 및 배급에 전념하고 있다. 드라마 콘텐츠를 기반으로, OST, 컬러링, 캐릭터상품, 테마파크 개발 등의 각종 부가사업을 사업화하고 있다. 수익성은 좋지 못하여, 2013년 이래 다소 적자를 기록하고 있다. 작가, 프로듀서, 연기자를 양성하고 있기도 하다.

## 거래정지
2025년 4월 주식 거래가 정지된 이후 약 21개월 만에 거래가 재개되었다.

## SBS
| 제목          |
| 정            |
| 때려          |
| 요조숙녀      |
| 올인          |
| 2004 인간시장 |
| 로비스트      |
| 펜트하우스    |
| 펜트하우스 2  |
| 펜트하우스 3' |
| 7인의 탈출    |
| 7인의 부활    |
| 일지매        |

| 시트콤                     |
| 귀엽거나 미치거나          |
| 도롱뇽도사와 그림자 조작단 |

| 애니메이션 |
| 일지매     |

| 음막                      |
| K팝 스타 1                |
| K팝 스타 2                |
| K팝 스타 3                |
| K팝 스타 4                |
| K팝 스타 5                |
| K팝 스타 6 더 라스트 찬스 |

## KBS 2TV
| 제목          |
| 장희빈        |
| 바람의 나라   |
| 추노          |
| 왜그래 풍상씨 |
| 오작교 형제들 |
| 오케이 광자매 |
| 전우치        |
| 프로듀사      |
| 최고의 한방   |
| 태풍의 신부   |

## MBC
| 제목             |
| 불새             |
| 늑대             |
| 주몽             |
| 불꽃놀이         |
| 90일 사랑할 시간 |
| 케 세라 세라     |
| W                |
| 역도요정 김복주  |
| 내사랑 치유기    |
| 신입사관 구해령  |
| 그 남자의 기억법 |
| 비밀의 집        |

| 시트콤                   |
| 거침없이 하이킥!         |
| 크크섬의 비밀            |
| 지붕뚫고 하이킥!         |
| 하이킥! 짧은 다리의 역습 |
| 스탠바이                 |

## tvN
| 제목                     |
| 인현왕후의 남자          |
| 나인: 아홉 번의 시간여행 |
| 삼총사                   |
| 고교처세왕               |
| 하트 투 하트             |
| 오 나의 귀신님           |
| 또! 오해영               |
| 나의 아저씨              |
| 알함브라 궁전의 추억     |
| 아는 와이프              |

| 시트콤         |
| 감자별 2013QR3 |

## OCN
| 제목       |
| 듀얼       |
| 미스트리스 |

## 대만CTV
| 제목           |
| 용감설출아애니 |

## TV조선
| 제목                |
| 너의 등짝에 스매싱  |
| 결혼작사 이혼작곡   |
| 결혼작사 이혼작곡 2 |
| 결혼작사 이혼작곡 3 |

## 투니버스
| 제목                     |
| 엑스가리온 어린이 드라마 |
| 엔딩 dj doc와 춤을 표절  |

## 운영
| 채널     |
| K-STAR   |
| 위라이크 |